# Raquel Olea
Raquel Olea (7 de mayo de 1944) es una escritora, profesora, crítica cultural e investigadora chilena.
Sus líneas de investigación son la literatura española, chilena y latinoamericana, como también los estudios de género y la literatura de mujeres, de la cual fue una propulsora importante durante la época de dictadura militar en Chile. Es reconocida por sus investigaciones sobre la obra de Gabriela Mistral. Además, es una destacada figura del feminismo en Chile.

## Biografía
Raquel Olea realizó estudios literarios en la Universidad de Chile y posteriormente en la Universidad Johan. W. Goethe en Alemania, donde obtuvo su doctorado en Lenguas Románicas.
Ha sido profesora invitada en las Universidades de Riverside y Berkeley en California, como también en la Universidad de Duke en Carolina del Norte. Por otra parte, ha realizado conferencias en las universidades de Harvard, Nueva York, Helsinki y otras. En el año 2000 obtuvo la Beca de la Fundación John Simon Guggenheim.
Participó en la ONG feminista nacida durante la dictadura militar, La Morada (1983), de la cual llegó a ser directora. También participó en la radio comunitaria feminista Radio Tierra, desde 1991 a 1998, donde fue conductora del programa Hablando de Literatura en la Tierra.
Actuó como propulsora de diferentes poetas chilenas por medio de críticas literarias en el diario de corriente democrática La Época (1987-1998).
Ha participado en numerosos encuentros de literatura y poesía de los cuales destaca su participación en el Primer Congreso Internacional de Literatura Femenina latinoamericana realizado en 1987.
Se desempeñó como profesora en el departamento de Lingüística y Literatura de la Facultad de Humanidades de la Universidad de Santiago.

## Obras
- Ampliación de la palabra: la mujer en la literatura, Santiago, SERNAM, 1995
- Lengua víbora: producciones de lo femenino en la escritura de mujeres chilenas, Santiago, Editorial Cuarto Propio: Corporación de Desarrollo de la Mujer La Morada, 1998
- Escrituras de la diferencia sexual, Santiago de Chile, LOM Eds.: La Morada, 2000
- El género en apuros: discursos públicos: Cuarta Conferencia Mundial de la Mujer, compilado junto a Olga Grau y Francisca Pérez, Santiago de Chile, LOM Eds.: La Morada, 2000
- Volver a la memoria, en coedición con Olga Grau, Santiago de Chile, LOM Eds.: La Morada, 2001
- Cruce de lenguas, Sexualidades diversidad y ciudadanía, Santiago de Chile, LOM Eds.: Universidad Academia de Humanismo Cristiano, 2007
- Como traje de fiesta, Santiago de Chile, Editorial Universidad de Santiago de Chile, 2009
- Julieta Kirkwood. Tengo ganas de ser nuestros nombres, Santiago de Chile, Editorial Universidad de Santiago de Chile, 2010

## Crítica sobre su obra
Con su libro, Como Traje de Fiesta, en el cual indaga en la literatura de Gabriela Mistral intentando descifrar en los poemas los secretos de una historia paralela de la vida íntima de la poetisa chilena, la escritora y poetisa chilena Soledad Fariña escribió:

«Me atrevo a decir que lo que Raquel Olea nos brinda en este libro es una reflexión profunda, ampliada y enriquecida de la mirada crítica que iniciamos en 1989. Es por eso que el énfasis de la autora sigue siendo, como entonces, renovar las preguntas destinadas a revertir la institucionalidad del símbolo en que se ha rigidizado a Mistral y la posibilidad de movilizar nuevos sentidos de su construcción pública»
Soledad Fariña

Por otra parte, Lorena Garrido, doctora en literatura de la Universidad de Chile, señala: 

«Como traje de fiesta… propone una Mistral sujeto de alteridad femenina. Dejando atrás el recurrido enfoque biográfico, Raquel Olea orienta su estudio a la obra poética de Mistral para, como ella misma escribe, “dar cuenta de una experiencia y una política de lectura” que se centra en el análisis del lenguaje poético”».
Lorena Garrido

Su libro, Lengua víbora.  Producciones de lo femenino en la escritura de mujeres chilenas, el cual es una recopilación de diversas escritoras chilenas que se desenvolvían en la época de la dictadura militar de Chile, también ha recibido elogios. Según la doctora en letras de procedencia argentina Carolina Sancholuz:

«Las lecturas particulares que se despliegan en el libro nos brindan a los lectores un mapa de la producción literaria de mujeres en el Chile de las dos últimas décadas. Su libro constituye un importante eslabón en la nueva producción crítica feminista chilena y latinoamericana».
Carolina Sancholuz